# Liste der Kulturdenkmale im Stadtbezirk Veltenhof-Rühme
Die Liste der Kulturdenkmale im Stadtbezirk Veltenhof-Rühme umfasst einen Teil der Kulturdenkmale im Braunschweiger Stadtbezirk Veltenhof-Rühme, basierend auf dem Braunschweiger Leit- und Informationssystem BLIK und Veröffentlichungen der Denkmalschutzbehörde Braunschweig.

## Kulturdenkmale
| Bild                                            | Bezeichnung                                     | Lage                             | Beschreibung | Bauzeit   | Eingetragen seit | Denkmal- nummer |
| ----------------------------------------------- | ----------------------------------------------- | -------------------------------- | --- | --------- | ---------------- | --------------- |
| Alter Hof                                       | Alter Hof                                       | Veltenhof Alter Hof Karte        | |           |                  |                 |
| Christophoruskirche                             | Christophoruskirche                             | Rühme Hesterkamp 7A Karte        | Moderne katholische Kirche, erbaut 1961–1962. Einzeldenkmal.                                                                                        | 1961–1962 |                  |                 |
| weitere Bilder                                  | Hafen Braunschweig                              | Hafenstraße 14 Karte             | | 1930–1934 |                  |                 |
| Lincolnsiedlung                                 | Lincolnsiedlung                                 | Rühme Lincolnstraße Karte        | Die moderne Siedlung wurde als Geschenk der USA als ECA-Siedlung für Heimatvertriebene erbaut. Kein Kulturdenkmal, Bestandteil des Ensembles Rühme. | 1952–1953 |                  |                 |
| Mühlenkirche                                    | Mühlenkirche                                    | Veltenhof Pfälzerstraße 39 Karte | Wurde 1876 als Windmühle erbaut und 1930 zu einer Kirche für die evangelisch-reformierte Gemeinde umgestaltet. Einzeldenkmal.                       | 1876      |                  |                 |
| Siedlerhäuser                                   | Siedlerhäuser                                   | Veltenhof Unter den Linden Karte | Sieben erhaltene Siedlerhäuser aus der Zeit der Ansiedlung von Pfälzern in einer neu gegründeten Kolonie.                                           | 1753      |                  |                 |
| Trinitatiskirche                                | Trinitatiskirche                                | Rühme Osterbergstraße 21 Karte   | 1936 als Friedhofskapelle erbaut. 1983 zur evangelischen Kirche St. Trinitatis umgestaltet. Einzeldenkmal.                                          | 1936      |                  |                 |
| Vorwerksiedlung                                 | Vorwerksiedlung                                 | Rühme Wiener Straße Karte        | Moderne Siedlung mit Mietwohnungen in Nachbarschaft zum Volkswagen-Vorwerk. Kein Kulturdenkmal, Bestandteil des Ensembles Rühme.                    | 1938–1940 |                  |                 |
| Wendenturm                                      | Wendenturm                                      | Rühme Gifhorner Straße 140 Karte | Fachwerkgebäude aus dem Jahr 1777 und ehemals Teil der Braunschweiger Landwehr. Einzeldenkmal.                                                      | 1777      |                  |                 |
| Wohn- und Wirtschaftsgebäude Osterbergstraße 68 | Wohn- und Wirtschaftsgebäude Osterbergstraße 68 | Rühme Osterbergstraße 68 Karte   | Bäuerliches Gebäude. Einzeldenkmal. |           |                  |                 |